# Canena
Canena è un comune spagnolo di 2 097 abitanti situato nella comunità autonoma dell'Andalusia.